# Bruno Ferretti
Bruno Ferretti (Bologna, 1º luglio 1913 – Bologna, 11 agosto 2010) è stato un fisico italiano.

## Biografia
Subito dopo la laurea in Fisica con lode conseguita all'Università di Bologna e un periodo di assistentato con Quirino Majorana, si trasferì, nel 1937, a Roma, dove entrò a far parte di un nuovo gruppo di ricerca sui raggi cosmici guidato da Enrico Fermi, in cui, fra gli altri, c'erano Gilberto Bernardini, Oreste Piccioni e Gian Carlo Wick. Alla partenza di Fermi nel '38, Ferretti lo sostituì nella direzione di questo gruppo, mentre Wick ne prese la cattedra di Fisica teorica.
A Roma, Ferretti si occupò, oltre che di raggi cosmici, anche di ottica quantistica dei cristalli, di relatività e di teoria dei campi. In assenza di Fermi, egli divenne il punto di riferimento ed il principale responsabile di ricerca di quel periodo a Roma. Con lui, nel luglio del 1940, si laureò Marcello Conversi.
Nel 1947 vinse la cattedra di Fisica teorica dell'Università degli Studi di Milano, ma già l'anno seguente rientrò a Roma, sulla cattedra di Fermi, lasciata da Wick per il suo trasferimento negli Stati Uniti. Qui, si occupò di meccanica statistica (classica e quantistica), fisica nucleare e di macchine acceleratrici; al suo gruppo di ricerca si unì, nel 1952, Bruno Touschek, a cui fecero seguito molti altri giovani, fra cui Mario Verde, Bruno Zumino, Giacomo Morpurgo, Ernesto Corinaldesi, Raoul Gatto, Elio Fabri e Carlo Bernardini, che svolgeranno un ruolo di primo piano nella ricerca e nell'insegnamento della fisica, in Italia e all'estero.
Nel 1956, passò alla cattedra di fisica teorica dell'Università di Bologna, dove continuò le sue ricerche sugli effetti di diffrazione ad alta energia nei cristalli, assieme a nuovi studi in teoria quantistica dei campi ed elettrodinamica quantistica. Con Edoardo Amaldi, poi, si prodigò alla ricostruzione della scuola di fisica italiana e per il suo giusto collocamento nel quadro europeo ed internazionale, con l'Italia uno dei paesi fondatori del CERN a Ginevra.
Fu il promotore e il primo direttore della Theoretical Studies Division del CERN, il gruppo che raccoglie coloro che – al Cern – si occupano di questioni teoriche. A Bologna, favorì gli studi ed incrementò le attività del corso di laurea in ingegneria nucleare, creando appositi laboratori (come quello di Montecuccolino) e nuove scuole interne di formazione e ricerca. Rimase in cattedra fino al 1988, quando, andato in quiescenza, fu poi nominato professore emerito.
Ebbe pure incarichi istituzionali ed organizzativi in ambito nazionale (nel CNEN, poi ENEA), oltreché essere stato membro di diverse società ed accademie scientifiche, fra cui l'Accademia Nazionale dei Lincei (come socio nazionale dal 1958) e l'Accademia delle Scienze di Torino.

## Alcune opere
- Fisica atomica, Edizioni Studium, Roma, 1953.
- Le radici classiche della meccanica quantica, Bollati Boringhieri, Torino, 1980.